# グアムの旗

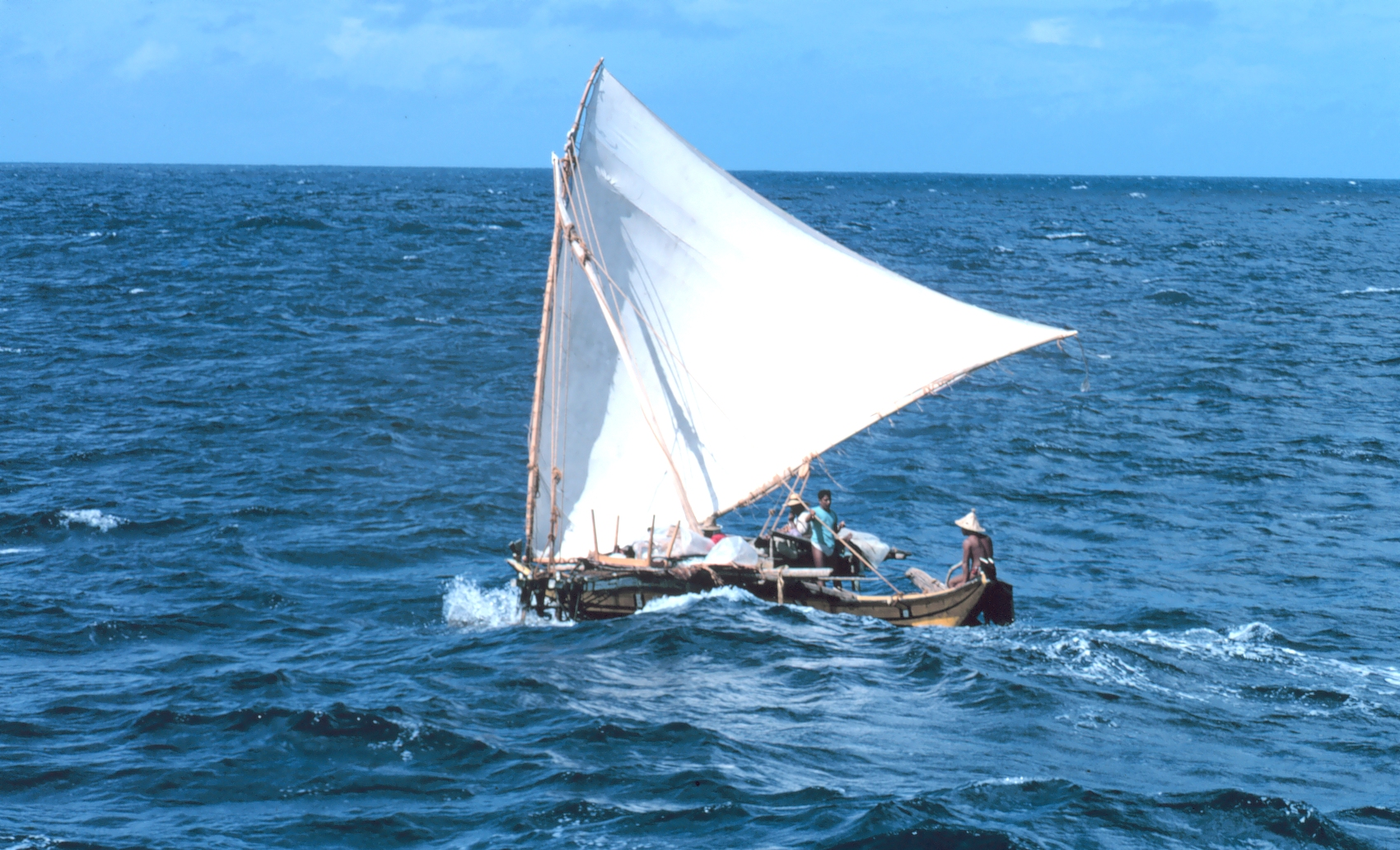
ミクロネシアで使われたアウトリガー付きの帆船、プロア（Proa）

グアムの旗（グアムのはた、チャモロ語: Banderan Guåhan, 英: Flag of Guam）は1948年2月9日に制定された。
1917年にアメリカ海軍将校の妻ヘレン・ポールによって考案されたデザインが旗の元になっている。濃紺の地の四方が細い赤色で縁どられ、中央にグアムの紋章（エンブレム）が描かれている。
地の濃紺は太平洋を表し、1948年に追加された赤い縁取りはスペイン統治時代から第二次世界大戦までに流された血を忘れないようにする意味合いがある。
エンブレムは縦に細長いアーモンド形で、中にヤシの木のある浜辺（ハガニアの港の近くのアガナ湾）を航行するプロアと呼ばれる伝来の双胴船があしらわれ、赤い字で「GUAM」の文字が書かれている。中央の盾形のエンブレムは、島の先住民であるチャモロ人が使用していた投石武器をモチーフにしており、「土地と資源の守り」を表している。エンブレム内の湾の背後にある白い崖はプンタン・ドス・アマンテス（Puntan Dos Amantes、恋人岬）の断崖で、強い信条と正義を意味している。帆船はチャモロ人の勇気、ヤシの木は苦難に耐えた初期の入植者、台風にも耐えるしなやかさ、衣食住の象徴とされている。
旗の長さは、横78インチ、縦40インチで、四方の赤い縁の幅は2インチ、中央のエンブレムは高さ24インチ、幅16インチとされている。

?1917年から1948年の旗
?現在の旗（縦横比2:3の別タイプ）